# Гранд Пас (Мисури)
Гранд Пас (енгл. Grand Pass) град је у америчкој савезној држави Мисури.

## Демографија
По попису из 2010. године број становника је 66, што је 13 (24,5%) становника више него 2000. године.
| Група             | 2000.      | 2010.      |
| Белци             | 44 (83,0%) | 65 (98,5%) |
| Афроамериканци    | 0 (0,0%)   | 0 (0,0%)   |
| Азијати           | 0 (0,0%)   | 0 (0,0%)   |
| Хиспаноамериканци | 9 (17,0%)  | 1 (1,5%)   |
| Укупно            | 53         | 66         |